# 매스커레이드 시리즈
매스커레이드 시리즈(일본어: 〈マスカレード〉 シリーズ)는 슈에이샤에서 간행되고 있는 히가시노 게이고의 추리 소설 시리즈이다.

## 개요
고급 호텔인 〈호텔 코루테시아 도쿄〉를 무대 중심으로 수사 일과의 젊은 형사·닛타 코스케와 여성 프런
트 직원·야마기시 나오미의 활약을 그린 시리즈. 2011년에 간행된 〈매스커레이드 호텔〉에서 이어져 2015년에는 전작의 전날이 되는 두 번째 작품 〈매스커레이드 이브〉가 발표되었다. 두 작품 모두 〈호텔〉의 초판에서 〈이브〉에 수록된 단편을 갖고 〈소설 스바루〉가 게재지가 되고 있다.
〈호텔〉에서는 앙상블 캐스트 를 취하지 않고 군상극으로 그려지는 여러 드라마를 시리즈로 그려 관점 인물을 형사의 신전과 호텔 만의 나오미를 그려내는 방법을 취하고 있으며, 차기작 〈이브〉에서는 닛타 또는 나오미에 의한 인칭으로 쓰여 있다. 본 시리즈는 취재 협력으로 도쿄도 주오구 니혼바시 카키가라에 있는 로얄 파크 호텔이 모델이 되었으며, 이 호텔도 〈호텔 코루테시아 도쿄〉의 모델이 되고 있다. 시리즈 누계 발행 부수는 2014년 10월 시점에서 216만부, 제1 작목의 영화 개봉 전인 2018년 12월 시점에서 350만부를 기록하고 있다.

## 시리즈 목록
- 매스커레이드 호텔

단행본 : 2011년 9월 9일 슈에이샤 ISBN 978-4-08-771414-2 / 문고 : 2014년 7월 18일 슈에이샤 문고 ISBN 978-4-08-745206-8
닛타 코스케 형사와 야마기시 나오미 호텔리어 콤비의 등장작.
- 매스커레이드 이브

2014년 8월 21일 슈에이샤 ISBN 978-4-08-745216-7
시리즈 최초의 단편집. 닛타과 나오미가 만나기 전의 신입시절을 포함한 각각의 에피소드.
- 매스커레이드 나이트

2017년 9월 15일 슈에이샤 ISBN 978-4-08-775438-4
〈호텔〉에서 3년 후. 호텔의 카운트다운 파티에 살인사건의 밀고장이 닿는다.
- 매스커레이드 게임

## 등장 인물
연기는 실사 영화판에서 배우.
- 주인공 : 닛타 코스케 (新田浩介) 연기 - 기무라 타쿠야

경시청 수사 일과 경부보. 나이는 30대 중반에서 용맹스러운 모습의 남성. 부모님과 여동생은 현재 시애틀에 거주하고 아버지는 일본계 기업의 고문 변호사. 고등학교에 들어갈 때까지 아버지의 일 관계로 2년 로스앤젤레스에서 보낸 귀국 자녀이며, 그 경험에서부터 영어를 유창하게 해낼 수있다. 일본의 고등학교에 다닐때는 미스테리를 좋아하고 지능범죄와의 싸움을 꿈꾼 것으로부터 형사가 되기 위해 아버지에게 쓴 소리를 들으면서도 대학의 법학부에 입학했다.
상대의 거짓말과 의도를 간파하는 분별력에 뛰어나, 색안경을 끼지 않고 대상에 의심의 눈초리를 파악하는 자질을 가지고 있다. 그리고 범인의 시선으로 사물을 생각하고, 스스로 현장 주변에 몸을 담고 발견함으로써 대담한 추리력과 반짝임을 발휘하고 범죄자의 의도를 간파해 간다. 또한 상대의 아무렇지도 않은 행동도 팁을 얻을 것이 많다. 그 뿐만 아니라 본질적으로 민감하기 때문에 나오미를 시작으로 주위로부터 반발이 일어나고 있다. 또한 공명심이 강하고 수사에서 자신의 공훈을 세우는 것에 구애를 안고 있지만, 동시에 자신의 공로에 연결되지 않아도 범인을 놓치는 것을 좋아하지 않는 정의감을 가지고 있다. 여성의 심리에 다소 생소한 면이 있어, 수사 일과에 배속되어 얼마되지 않은 무렵에는 애인이.있었는데, 그녀가 원하는 시티 호텔을 이용한 후 화장의 시간에 들이는 그녀의 립스립에 기가 막혀 이별했다.(그녀 자신도 닛타의 무신경에는 참을 수 없었던 모양). 후각이 예리하고 희미하게 남아있는 냄새를 맡고 있다.
[호텔] 연쇄 살인 사건의 수사를 위해 다음 범행 장소로 특정된 〈코루테시아 도쿄〉에 프런트 직원으로 잠입 수사를 시작, 교육을 담당 중인 나오미와 연쇄 살인 사건의 제1의 현장 조사에서 콤비를 짜고 있던 시나가와 경찰서명의 형사·노세의 협력을 받으면서 추리를 작동해 갔다. 당초는 호텔 맨 분장에 인색한 태도를 표출하고 직업이나 가치관의 차이에서 교육을 담당하는 나오미와는 서로 반발하고 있었지만, 함께 수상한 고객들과 관련되어 가는 가운데, 전문 자세를 무너 뜨리지 않는 나오미을 수사 정보를 어느 정도 털어 놓을만큼 신뢰하고 그 과정에서 지금까지의 수사를 낭비하고 싶지 않다는 생각도 자신의 고집을 떠나서 ‘정체를 들키지 않고 호텔 맨으로 자연스럽게 행동’이라는 역할을 완벽하게 해낼 수 있게 될 정도로 성장해 간다.
[이브] 〈호텔〉에서 5년 정도 전의 시점에서 수사 일과에 배속된지 얼마되지 않은 신인 형사였다. 그 당시의 화이트데이에 발생한 사업가 살해 사건의 수사를 담당하고 신입이면서도 특유의 추리력으로 범인 확보에 기여했지만, 근저에 있는 여성의 가면을 밝히려 하지 않았다는 것으로 신산을 핥는 것이 되었다. 그 후 대학 교수 살인사건 수사에서도 대담한 번쩍임에 의해 사건의 장엄한 비밀조차도 폭로해 갔지만 그때 짜고 있던 하치오지 미나미 경찰서 생활안전과 여성 경찰·호즈미 리사를 통해 〈호텔〉에서 만나기 전에 나오미와 관련된 적이 있다.
- 야마기시 나오미 (山岸尚美) 연기 - 나가사와 마사미

〈호텔 코루테시아 도쿄〉의 프런트 직원. 지방 출신으로 대학 진학을 계기로 도쿄에 상경해 대학에서 영화 연구회 동아리에 참여하고 있었다. 대학 입시를 위해 숙박한 코루테시아 도쿄에서 직원들의 전문 직업 모습이나 호텔에서 잊어 버린 부적을 시험장에 신고 준비해 준 배려를 목격하고 부적의 감사 말을 하려고 할 때 말을 걸어 준 후지키에게서 받은 영향이 호텔 만의 일에 동경을 안는 계기가 되었다. 책임감이 강하고 일에 열성적인 고지식한 성격으로, 신입 시절에는 자주적인 연찬에 힘 쓰는 등 근무 시간 외에도 호텔을 위해 취침 시간도 마지 않고 잔류하는 것에도 마다하지 않는다. 호텔 맨으로서의 의식이 높아 자칫하면 공정하다고는 말할 수 없는 고객의 요구에도 〈고객이 규칙〉과 임기응변으로 대응하고 있고, 고객의 안전을 보호 다할 것을 확신하고 있다.
관찰력이 뛰어나, 방문하는 고객이 숙박 요금 등을 떼어 먹는 선장 여부를 판별하거나, 사정이 고객의 손님의 본성과 비밀을 눈치 채지만, 호텔 맨의 긍지로 비록 고객이 무례한 인물이었다고 해도 고객의 비밀을 폭로하지 않고 지키고 있다. 이러한 성실함의 반면에 언급한 바와 같이 출입은 하지 않는 자신과 연령대가 가까운 여성 고객들의 옷차림을 관찰해 버리는 등 호기심을 작동해 버리는 곳이 있다. 그러나 연애 사건에 대한 그녀의 여성 특유의 발상이 닛타의 추리에 일조할 수 있었다. 본인은 후배의 지도에 서투른 의식 조언은 정확하게 알기 쉽지만, 자타가 공인하는 것처럼 엄격한 경향이 있기 때문에 지도를 받은 닛타에는 “서른이 넘고 있다”는 악담이 되었다. 연애면에서는 고교 시절에 교제 경험은 있지만, 대학 입학 전에 DVD로 본 영화 〈그랜드 호텔〉의 이야기로 의기투합한 같은 동아리 선배였던 미야하라 타카시와 2년 이상 관계가 계속되기도 했다.
- [호텔] 〈코루테시아 도쿄〉에서 연쇄 살인사건의 잠입 수사에 참여한 닛타의 교육를 맡아 자신의 지원도 하게 되었다. 처음에는 닛타의 불손한 태도나, 어디 까지나 형사로 고객들을 의심의 눈초리를 향해 임하는 자세에 반감을 품고 있었지만, 닛타의 사물의 뒷면을 읽는 시점에 스스로 자기것으로 습득하는데도 이해하고, 점차 호텔 맨으로서 행동하게 되어 닛타을 걱정하고 있고, 서로의 입장이나 신념, 사건을 미연에 방지 싶다는 생각을 공유해 나간다.

- [이브] 〈코루테시아 도쿄〉에 취직해 4년 만에 처음부터 희망이었던 프런트 클락에 배속된다. 그리고도 전 그의 애인 수색과 유명한 ‘여류 작가’의 배경 은닉을 의뢰해 각 문제의 해결에 분주하고 고객의 가면 아래의 비밀을 보호하는 것에 힘써왔다. 어느 날, 후지키의 명으로 후배의 교육·서포트로서 〈코루테시아 오사카〉에 파견 되었을 때는 어떤 손님이 신전의 수사 살인 사건의 용의자이었기 때문에, 탐문을 온 닛타의 친구이자 여성 형사·하치오지 리사의 열심히 하는 모습에 감동을 받아 “증거로 채택하지 않는다” 조건에 자신의 이름을 밝히지 않기로 약속도 포함해 용의자가 된 고객의 정보를 제공하여 간접적으로 닛타에 협력한 바가 있다.

## 기타 인물
〈호텔〉, 〈이브〉 공통의 등장 인물.
- 모토미야 (本宮) 연기 - 카지와라 젠

경시청 수사 일과 형사. 닛타 선배로, 〈이브〉의 시점에서 그의 교육 담당으로 콤비를 짜고 있다. 〈호텔〉에서는 고객으로 분해 닛타와 함께 〈코루테시아 도쿄〉에서의 잠입 수사에 참여했다. 검은 머리를 올백으로 한 마른 체형의 체구에서 풍모는 그 방면의 사람으로 밖에 보이지 않고, 게다가 얇은 눈썹 위에 5cm 정도의 흉터가 있다. 유부남에 골초.
- 이나가키 (稲垣) 연기 - 와타베 아츠로

경시청 수사 일과 계장. 닛타와 모토미야의 보스. 나이는 50세 전후의 얼굴이 큰 단발의 남성으로 보기에는 온후해 보이지만 눈은 세상의 어두운 부분을 잘 아는 것 같은 섬뜩한 빛을 품고, 때때로 강한 눈빛을 발하고 있다.
- 후지키 (藤木) 연기 - 이시바시 료

〈호텔 코루테시아 도쿄〉의 총지배인. 자신이 부지배인 시절에 나오미와 만나, 그녀가 호텔 맨이 되는 것을 결정한 인물. 온후한 인품으로 나중에 나오미가 〈코루테시아 도쿄〉에 취직하고 나서도 그녀를 눈여겨 보고 있다. 호텔 업무는 팀 플레이에서 한 직원의 실수도 호텔에서 일어난 문제는 호텔 전체의 책임이라는 신조를 가지고 전체적으로 뭔가 큰 문제가 생기면 부하에게 실수를 강요하지 않고, 호텔 전체 책임자인 자신이 책임을 져야한다는 각오를 가지고 있다. 그러나 〈호텔〉 종반에서는 어떤 의미에서 〈코루테시아 도쿄〉를 보호하기 위한 교활함을 엿볼 수 있다.
- 쿠가 (久我) 연기 - 토네사쿠 토시히데

〈호텔 코루테시아 도쿄〉의 프런트 오피스 매니저. 아직 프런트 직원으로 신인이었던 나오미의 지도에 임하고 그녀에 “호텔에 오는 사람들은 손님이라는 가면을 쓰고ㅇ있는 호텔 맨은 그것을 제거하려 한다”고 가르쳤다. 평소에는 온화한 표정을 찬양하지만, 예약시에 손님이 높은 방을 이용하도록 계산을 일하는 상인으로서의 일면도 들여다 볼 수 있다.
- 스기시타 (杉下) 연기 - 고토 츠요시

〈호텔 코루테시아 도쿄〉 벨 보이 캡틴. 나오미의 1년 선배들과 접할 일이 많기 때문에 나오미의 상담을 자주 듣고 있다.

## 호텔 코루테시아 도쿄
시리즈의 무대가 되는 특급 호텔. 계열의 호텔로 오사카에 신장 오픈한 〈코루테시아 오사카〉에 나오미가 한때 파견된 적이 있다.
도쿄도 주오구에 위치한 숙박 시설 주변에는 닌교초의 다른 지하철도 직통이다. 지하 1층에는 바와 이발소, 최상층에는 프렌치 레스토랑이나 철판구이 가게가 운영되고 있다. 2층에는 연회장과 신부 코너가 있어 호텔 중심부가 부가되어 있고, 2층의 바닥에서 1층의 로비가 내려다 보인다. 〈호텔〉에서는 신부 코너는 닛타가 나오미와 노세에 밀담을 나누는 것에 쓰였다. 또한 호텔에서 결혼식과 피로연을 거행한 손님은 스위트 룸을 1일 1박을 할 수 있는 서비스를 제공하고 있다. 호텔 옆에는 직원에게만 제공하는 〈코루테시아 도쿄 별관〉이 있으며, 2층은 총무과 인사과 등의 사무 부문, 3층은 숙박부 사무실에서 직원 탈의실과 수면실이 있어, 〈호텔〉에서는 닛타 등 사원들이 현지에서의 수사 회의에 사용했다.
지하철과 연결되어 있는 것이나 프렌치 레스토랑이나 철판구이 가게의 위치 등이 모델이 된 〈로얄 파크 호델〉과 유사하다.

### 내용주
1. ↑  제목 표기는 특설 사이트 보관됨 2016-08-23 - 웨이백 머신를 준거하고 있다.
2. ↑  그 시절과 겹치는 사건으로 화이트 데이 때 함께 시티 호텔에 그녀와 묵은 것으로 그려져 있지만, 〈호텔〉 142항에 있어서, 그 시기를 5년 정도 전으로 언급하고 있다

### 참조주
1. ↑  히가시노 게이고 씨의 소설 「매스커레이드 호텔」발간 - 무대는 로얄 파크 호텔 - 니혼 경제 신문 2011년 9월 13일
2. 1 2  히가시노 게이고 : 「매스커레이드 이브」가 1개월 반 만에 100만부를 돌파 보관됨 2016-10-12 - 웨이백 머신 - MANTANWEB (만탄웹) 2014년 10월 2일
3. ↑  히가시노 게이고 원작, 기무라 타쿠야 & 나가사와 마사미 주연 영화! 내년 1/18부터 공개 「매스커레이드 호텔」의 음악 사토 나오키가 다루는 사운드 트랙 CD 발매 결정! - PR Times 2018년 12월 7일